# Lautenwerk
Con il termine lautenwerk (conosciuto anche come lautenclavicymbel) si intende uno strumento musicale a corde pizzicate, dotato di tastiera, proprio del periodo barocco.

## Storia
Le origini del lautenwerk non sono note con esattezza. Un possibile primo modello, dotato di tastiera e corde in minugia, potrebbe identificarsi nel cosiddetto harpfentiv, realizzato nel 1511 dal teorico Sebastian Virdung. Il compositore Adriano Banchieri, alla fine del XVI secolo, riferì di aver visto un arpicordo leutato, costruito da Michael de Hodes e dotato di un'estensione di tre ottave e mezza. Altre notizie sulla presenza di questo tipo di strumenti provengono dal trattato L'Harmonie universelle, pubblicato dallo studioso Marin Mersenne nel 1636.
Questi prototipi vennero perfezionati fra la seconda metà del XVII secolo e la prima metà del XVIII dai costruttori Johann Nicolaus Bach, Johann Christoph Fleischer, Zacharias Hildebrandt, Johann Georg Gleichmann e Christian Ernst Friderichi, i quali ne svilupparono le caratteristiche tecniche dotandoli di un registro da 8' e di uno da 4'. Fleischer realizzò anche uno strumento più grande, dotato di registri da 16', 8' e 4' e chiamato theorbenflugel.
Del lautenwerk si trova una descrizione abbastanza minuziosa nel capitolo Von Lautenwerken und Glockenspielen, scritto da Johann Friedrich Agricola e pubblicato nel 1768 all'interno del trattato di Jakob Adlung Musica Mechanica Organoedi.
Secondo Rudolf Bunge, Johann Sebastian Bach, da sempre appassionato di «strumenti nuovi, insoliti e complessi», si era fatto costruire da un cembalaro anonimo un lautenwerk fra il 1717 e il 1723, periodo durante il quale era a servizio presso la corte di Cöthen. Anni dopo, Bach commissionò a Zacharias Hildebrandt un altro lautenwerk a Lipsia, che fu pronto nel 1739. I due strumenti sono citati, fra i molti altri, nell'inventario dei beni di proprietà di Bach redatto dopo la sua morte, nel 1750.
Fra le opere di Johann Sebastian Bach, il musicologo Roland de Candé ne assegna almeno due originariamente composte per questo strumento: la suite BWV 996 (che, nello spartito copiato da Johann Gottfried Walther, riporta l'esplicita l'indicazione aufs Lautenwerck) e la suite BWV 997. Nessun lautenwerk dell'epoca è giunto fino al XXI secolo. Lo strumento, del quale non si ebbero più notizie dopo il 1750, ebbe un periodo di revival alla fine del XX secolo, quando musicisti come Gergely Sárközy e Robert Hill vi dedicarono alcune registrazioni, eseguite su copie moderne.

## Struttura
Non essendo sopravvissuto alcun lautenwerk antico, le sue caratteristiche sono tutte dedotte da trattati musicali e da descrizioni del periodo. Le peculiarità tecniche, essendo uno strumento sperimentale, variavano da costruttore a costruttore. Simile a un clavicembalo ma dotato di cassa panciuta e ovaleggiante, il lautenwerk era solitamente provvisto di due registri, uno da 8' e uno da 4'. Il suono era prodotto da corde pizzicate da plettri in cuoio, azionati da una o due tastiere.
Il timbro, a causa della presenza di corde in budello, era simile a quello del liuto e della tiorba, e dunque più morbido rispetto a quello del clavicembalo. Secondo Jakob Adlung il timbro era talmente simile a quello di un liuto che, suonando insieme i registri da 8' e da 4', sarebbe stato addirittura possibile «ingannare i suonatori di liuto professionisti».
Johann Friedrich Agricola, all'interno del trattato di Adlung, riferisce che quest'ultimo ne aveva visto un modello a Lipsia nel 1740, costruito da Zacharias Hildebrandt su richiesta di Johann Sebastian Bach, e lo descrive come simile a un clavicembalo, ma di forma diversa e dimensioni leggermente minori. Sempre secondo Agricola, ogni tasto faceva suonare due cori di corde in budello più una in ottone, allo scopo di consentire una maggiore durata dei suoni.
Lo strumento, comunque, non ebbe mai effettiva diffusione nel mondo della musica, restando sempre allo stato di mera curiosità sperimentale.